# Zborovszky Andrea
Zborovszky Andrea (Kaposvár, 1967. szeptember 22. – 2014. január 8.) magyar színésznő.

## Életpályája
1987-ben végzett a Gór Nagy Mária Színitanodában, majd a Népszínházhoz szerződött. 1988-tól a Miskolci Nemzeti Színház tagja volt, majd a tatabányai Jászai Mari Színházban játszott. Szabadúszóként lépett fel többek között Debrecenben, Egerben, Szolnokon, Sepsiszentgyörgyön, illetve budapesti kőszínházi és független produkciókban. Részt vett több alternatív színházi kezdeményezésben is. A Thália Tanodában színészmesterséget tanított, vizsgaelőadások mellett kisebb színházi produkciókat rendezett. Sokat foglalkozott szinkronizálással is.

## Fontosabb színházi szerepei
- Örkényi Piroska (Csiky Gergely: A nagymama)
- Lady Macbeth (Shakespeare: Macbeth)
- Bianca (Shakespeare: A makrancos hölgy)
- Desdemona (Shakespeare: Othello)
- Maya (Fényes Szabolcs)
- Cejtel (Hegedűs a háztetőn)

## Filmes és televíziós szerepei
- Vörös vurstli (1992)
- Sok hűhó Emmiért (1998)